# Erin Hartwell
Erin Wesley Hartwell (Filadelfia, 10 giugno 1969) è un ex pistard statunitense.

## Palmarès

### Olimpiadi
- 2 medaglie:
  - 1 argento (Atlanta 1996 nel km a cronometro)
  - 1 bronzo (Barcellona 1992 nel km a cronometro)

### Mondiali
- 2 medaglie:
  - 2 bronzi (Bogota 1995 nel km a cronometro; Bogota 1995 nella velocità a squadre)